# والریکا گامان
والریکا ماریوس گامان (رومانیایی: Valerică Marius Găman؛ زادهٔ ۲۵ فوریهٔ ۱۹۸۹) بازیکن فوتبال اهل رومانی است.
از باشگاه‌هایی که در آن بازی کرده‌است می‌توان به دینامو بخارست و باشگاه فوتبال کاردمیر قره‌بوک‌اسپور اشاره کرد.
وی همچنین در تیم ملی فوتبال رومانی بازی کرده‌است.